# 24 uur van Daytona 1993
De 24 uur van Daytona 1993 was de 31e editie van deze endurancerace. De race werd verreden op 30 en 31 januari 1993 op de Daytona International Speedway nabij Daytona Beach, Florida.
De race werd gewonnen door de All American Racers #98 van P.J. Jones, Mark Dismore en Rocky Moran, die allemaal hun eerste Daytona-zege behaalden. De GTS-klasse werd gewonnen door de Roush Racing #11 van Wally Dallenbach jr., Robby Gordon, Robbie Buhl en Tommy Kendall. De Lights-klasse werd gewonnen door de Erie Scientific Company #36 van John Grooms, Frank Jellinek, Jim Downing en Tim McAdam. De GTU-klasse werd gewonnen door de Wendy's Racing Team #82 van Dick Greer, Al Bacon, Peter Uria en Mike Mees. De LM-klasse werd gewonnen door de Jaguar Racing #2 van Scott Goodyear, Scott Pruett en Davy Jones. De INV GT-klasse werd gewonnen door de Cigarette Racing #28 van Enzo Calderari, Luigino Pagotto, Sandro Angelastri en Ronny Meixner.

## Race
Winnaars in hun klasse zijn vetgedrukt.
| Pos. | Klasse | No. | Team                        | Coureurs                                                                                     | Chassis                 | Ronden |
| ---- | ------ | --- | --------------------------- | -------------------------------------------------------------------------------------------- | ----------------------- | ------ |
| 1    | GTP    | 98  | All American Racers         | P.J. Jones Rocky Moran Mark Dismore                                                          | Eagle MkIII             | 698    |
| 2    | GTS    | 11  | Roush Racing                | Wally Dallenbach jr. Robby Gordon Robbie Buhl Tommy Kendall                                  | Ford Mustang            | 688    |
| 3    | GTS    | 15  | Roush Racing                | John Fergus Jim Stevens Mark Martin                                                          | Ford Mustang            | 686    |
| 4    | GTS    | 1   | Cunningham Racing           | John Morton Johnny O'Connell Steve Millen                                                    | Nissan 300ZX Turbo      | 668    |
| 5    | GTP    | 16  | Dyson Racing                | James Weaver Rob Dyson Price Cobb Elliott Forbes-Robinson                                    | Porsche 962             | 655    |
| DNF  | GTP    | 30  | Momo                        | Gianpiero Moretti Derek Bell Massimo Sigala John Paul jr.                                    | Nissan NPT-90           | 645    |
| 7    | Lights | 36  | Erie Scientific Company     | John Grooms Frank Jellinek Jim Downing Tim McAdam                                            | Kudzu DG-1              | 645    |
| 8    | GTS    | 17  | Roush Racing                | Jon Gooding Joe Pezza Bill Cooper                                                            | Ford Mustang            | 638    |
| 9    | GTU    | 82  | Wendy's Racing Team         | Dick Greer Al Bacon Peter Uria Mike Mees                                                     | Mazda RX-7              | 623    |
| 10   | LM     | 2   | Jaguar Racing               | Scott Goodyear Scott Pruett Davy Jones                                                       | Jaguar XJR-12           | 618    |
| 11   | INV GT | 28  | Cigarette Racing            | Enzo Calderari Luigino Pagotto Sandro Angelastri Ronny Meixner                               | Porsche 964 Carrera     | 618    |
| 12   | Lights | 71  | Club Zed Motorsports        | Peter Harholdt Rob Mingay Joseph Hamilton Ross Bentley John Mirro                            | Tiga GT286              | 615    |
| 13   | INV GT | 27  | Porsche Club Hildesheim     | Edgar Dören Oliver Mathai Wolfgang Mathai                                                    | Porsche 964 Carrera     | 596    |
| 14   | INV GT | 41  | Bernt Motorsport            | Stig Amthor Alfio Marchini Philippe de Craene Andreas Fuchs                                  | Porsche 964 Carrera     | 587    |
| 15   | GTU    | 58  | Pro-Technik Racing          | Anthony Lazzaro Andre Toennis Omar Daniel Alex Tradd Frank Beard Sam Shalala                 | Porsche 911             | 577    |
| DNF  | INV GT | 48  | Dave Maraj                  | Oliver Kuttner Danny Marshall Weldon Scrogham John Biggs                                     | Porsche 964 Carrera     | 572    |
| DNF  | INV GT | 5   | Mercruiser                  | Peter Cunningham Boris Said Shawn Hendricks Lou Gigliotti Jim Minneker                       | Chevrolet Corvette      | 570    |
| DNF  | GTS    | 22  | John Josey                  | Daniel Urrutia Craig Rubright Gene Whipp John Josey                                          | Chevrolet Camaro        | 551    |
| 19   | INV GT | 92  | Scott Clarke                | Paul Lewis Ludwig Heimrath jr. Paul Reisman Leigh Miller John Reisman                        | Porsche 944 Turbo       | 549    |
| DNF  | Lights | 45  | Scandia Engineering         | Fermín Vélez John Marconi Tom Hessert jr. Don Bell                                           | Kudzu DG-2              | 546    |
| 21   | GTS    | 21  | Bruce Trenery               | Bruce Trenery Larry Less Andrew Osman Kent Painter                                           | Chevrolet Camaro        | 537    |
| 22   | GTS    | 87  | John Annis Racing           | John Annis Robert Kirkland Louis Beall Dick Downs Bob Deeks Eddie Sharp                      | Chevrolet Camaro        | 529    |
| 23   | GTU    | 95  | Leitzinger Racing           | Butch Leitzinger Bob Leitzinger Chuck Kurtz                                                  | Nissan 240SX            | 528    |
| 24   | Lights | 42  | Pro-Technik Racing          | Buddy Lazier Sam Shalala Mike Sheehan Chris Ivey Anthony Lazzaro                             | Fabcar CL               | 523    |
| 25   | GTS    | 25  | Team Argentina/K.R.E.       | Jorge Oyhanart Emilio Satriano Fabian Acuña Eduardo Ramos Hugo Mazzacane                     | Oldsmobile Cutlass      | 500    |
| DNF  | GTU    | 08  | Henry Taleb Racing          | Henry Taleb Alfonso Adarquea Marcelo Adarquea Ignacio Escobar                                | Nissan 300ZX            | 491    |
| DNF  | GTP    | 99  | All American Racers         | Juan Manuel Fangio II Andy Wallace Kenny Acheson                                             | Eagle MkIII             | 481    |
| DNF  | Lights | 44  | Scandia Engineering         | Andy Evans Charles Morgan Lon Bender                                                         | Kudzu DG-2              | 461    |
| DNF  | GTS    | 90  | Les Delano                  | Andy Petery Steve Fossett Gary Stewart Les Delano                                            | Pontiac Firebird        | 438    |
| 30   | GTU    | 26  | Alex Job Racing             | Mark Sandridge Butch Hamlet Charles Slater                                                   | Porsche 911             | 435    |
| 31   | GTU    | 24  | Dibos Racing                | Juan Dibos Eduardo Dibós Chappuis Raúl Orlandini                                             | Mazda MX-6              | 435    |
| DNF  | GTS    | 50  | Overbagh Racing             | Oma Kimbrough Robert McElheny Bob Hundredmark Mark Montgomery David Kicak Hoyt Overbagh      | Chevrolet Camaro        | 433    |
| 33   | INV GT | 94  | Morrison Motorsports        | John Heinricy Stu Hayner Andy Pilgrim Don Knowles                                            | Chevrolet Corvette      | 432    |
| 34   | GTU    | 39  | Charles Wagner              | Bill Auberlen Mike Graham Dave Russell                                                       | Mazda MX-6              | 430    |
| 35   | GTS    | 23  | Team Argentina/K.R.E.       | Oscar Aventin Juan Landa Osvaldo Morresi Osvaldo López                                       | Oldsmobile Cutlass      | 425    |
| DNF  | GTU    | 12  | Support Net Racing          | Henry Camferdam Dan Robson Gary Drummond                                                     | Mazda MX-6              | 414    |
| DNF  | GTS    | 76  | Cunningham Racing           | Geoff Brabham David Loring Dominic Dobson Tommy Riggins                                      | Nissan 300ZX Turbo      | 332    |
| DNF  | GTU    | 73  | Jack Lewis Enterprises Ltd. | Stephen Hynes Jack Lewis Joe Cogbill                                                         | Porsche 911 Carrera RSR | 293    |
| 39   | Lights | 10  | John Macaluso               | John Macaluso Ed de Long Nick Holmes Bruce MacInnes                                          | Tiga GT286              | 278    |
| DNF  | GTP    | 66  | Team Gunnar                 | Dennis Aase Carlos Moran Chip Hanauer Jay Cochran Bobby Carradine                            | Gunnar 966              | 271    |
| DNF  | GTP    | 6   | Joest Porsche               | Chip Robinson Hurley Haywood Henri Pescarolo Danny Sullivan                                  | Porsche 962             | 258    |
| 42   | GTU    | 57  | Kryderacing                 | Frank Del Vecchio Joe Danaher Guy Kuster Reed Kryder                                         | Nissan 240SX            | 255    |
| 43   | INV GT | 93  | Morrison Motorsports        | Del Percilla Andy Pilgrim Danny Kellermeyer Scott Allman Ron Nelson John Heinricy Stu Hayner | Chevrolet Corvette      | 250    |
| DNF  | GTS    | 81  | Mark Kennedy                | Mark Kennedy Jeff Purvis Hugh Fuller Jeff Swindel Mike Joy                                   | Chevrolet Camaro        | 231    |
| 45   | GTS    | 07  | Don Arpin                   | Tim Banks Paul Reckert Don Arpin                                                             | Chevrolet Camaro        | 213    |
| DNF  | GTP    | 7   | Joest Porsche               | Bob Wollek Manuel Reuter Frank Jelinski Louis Krages                                         | Porsche 962             | 190    |
| DNF  | GTS    | 18  | Tom Gloy Racing             | Ron Fellows Tomiko Yoshikawa Pieter Baljet Desiré Wilson                                     | Ford Mustang            | 189    |
| DNF  | GTS    | 67  | Kendall Oil Company         | Paul Mazzacane Kenny Wallace Chester Edwards                                                 | Chevrolet Camaro        | 183    |
| DNF  | Lights | 40  | Bieri Racing                | John Jones Paul Duckworth Neil Jamieson Ken Wilden Jeff Lapcevich                            | Alba AR2/6              | 180    |
| 50   | GTS    | 19  | Anthony Puleo               | Anthony Puleo William Wessel David Fuller Tim O'Brien                                        | Chevrolet Camaro        | 174    |
| DNF  | GTP    | 20  | Hotchkis Racing             | Jim Adams Robert Kirby Chris Cord                                                            | Porsche 962             | 162    |
| DNF  | GTS    | 31  | Rocketsports Racing         | Dorsey Schroeder Jack Baldwin                                                                | Oldsmobile Cutlass      | 159    |
| DNF  | GTS    | 35  | Bill McDill                 | Richard McDill Tom Juckette Bill McDill                                                      | Chevrolet Camaro        | 156    |
| DNF  | Lights | 9   | Brix Racing                 | Bob Earl Chris Smith Bob Schader                                                             | Spice AK93              | 152    |
| DNF  | GTS    | 51  | Rocketsports Racing         | Calvin Fish George Robinson                                                                  | Oldsmobile Cutlass      | 113    |
| DNF  | INV GT | 4   | Mercruiser                  | R. J. Valentine Max Schmidt Jim Minneker Ken Payson Lou Gigliotti                            | Chevrolet Corvette      | 111    |
| DNF  | INV GT | 01  | Rohr Corporation            | John O'Steen Larry Schumacher Jochen Rohr                                                    | Porsche 964 Carrera     | 103    |
| DNF  | LM     | 32  | Jaguar Racing               | Davy Jones David Brabham John Nielsen John Andretti                                          | Jaguar XJR-12           | 92     |
| DNF  | Lights | 49  | Comptech Racing             | Parker Johnstone Steve Cameron Dan Marvin                                                    | Spice SE91P             | 24     |
| DNF  | LM     | 3   | Jaguar Racing               | John Nielsen Mario Andretti David Brabham                                                    | Jaguar XJR-12           | 18     |

1962 · 1963 · 1964 · 1965 · 1966 · 1967 · 1968 · 1969 · 1970 · 1971 · 1972 · 1973 · 1974 · 1975 · 1976 · 1977 · 1978 · 1979 · 1980 · 1981 · 1982 · 1983 · 1984 · 1985 · 1986 · 1987 · 1988 · 1989 · 1990 · 1991 · 1992 · 1993 · 1994 · 1995 · 1996 · 1997 · 1998 · 1999 · 2000 · 2001 · 2002 · 2003 · 2004 · 2005 · 2006 · 2007 · 2008 · 2009 · 2010 · 2011 · 2012 · 2013 · 2014 · 2015 · 2016 · 2017 · 2018 · 2019 · 2020 · 2021 · 2022 · 2023 · 2024 · 2025